# Allopnyxia aokii
Allopnyxia aokii är en tvåvingeart som först beskrevs av Takeshiko Nakane 1971.  Allopnyxia aokii ingår i släktet Allopnyxia och familjen sorgmyggor. Inga underarter finns listade i Catalogue of Life.